# Acisoma panorpoides
Acisoma panorpoides е вид водно конче от семейство Libellulidae. Видът е незастрашен от изчезване.

## Описание
Видът е сред най-дребните водни кончета в Центарлна Индия. Първите пет сегмента на коремчето са разширени. Коремът рязко се стеснява от шестия сегмент нататък в тънка цилиндрична тръба. Мъжкият има ярко сини очи, блестящи сини и черни петна по гръдния кош и корема. Последните два коремни сегмента са черни, докато аналните придатъци са бели. Наскоро линеелите мъжки са жълти като женските и чрез съзряване променят цвета си от жълт на син.
Видът има много слаб и кратък полет и се среща сред появяваща се водна растителност или около тревни полета в близост до водоеми, в които се размножава. Рядко се открива далеч от водата. Храни се с по-малки насекоми.
Размножаването обикновено се извършва настанена върху плевели. Яйцата са ярко жълти и овални, цветът им се променя до тъмнокафяв. Първата нимфа се появява след 7-8 дни. Обикновено опаразитяването с оранжеви акари се наблюдава по гръдния кош и корема. В Централна Индия основното поникване се наблюдава през март-април и октомври-ноември.

## Разпространение
Разпространен е в Алжир, Ангола, Бенин, Ботсвана, Буркина Фасо, Виетнам, Гамбия, Гана, Гвинея, Египет, Екваториална Гвинея, Етиопия, Замбия, Зимбабве, Индия, Индонезия, Кения, Китай, Кот д'Ивоар, Либерия, Либия, Мадагаскар, Малави, Малайзия, Мианмар, Мозамбик, Намибия, Непал, Нигерия, Пакистан, Провинции в КНР, Свазиленд, Сенегал, Сиера Леоне, Сингапур, Тайван, Тайланд, Танзания, Того, Уганда, Филипини, Хонконг, Чад, Шри Ланка, Южна Африка и Япония.